# 約翰斯敦鎮區 (密歇根州)
約翰斯敦鎮區（英語：Johnstown Township）是位於美國密歇根州巴里縣的一個行政鎮區。

## 地方資料
約翰斯敦鎮區的面積為94.50平方千米，當中陸地面積為90.50平方千米，而水域面積為4.00平方千米。根據2020年美國人口普查的數據，當地共有人口2841人，而人口密度為每平方千米30.06人。